# 徐学龙
徐学龙（1923年—2005年11月30日），男，安徽萧县人，中华人民共和国政治人物。

## 生平
1939年8月加入中国共产党。曾任中共开封市委书记，郑州市人民政府市长（1980年12月-1982年3月），河南省基本建设委员会主任。他是第五届和第六届河南省人大代表。1994年12月退休，2005年11月30日在郑州逝世，享寿82岁。